# Ecomuseo della Valsesia
L'Ecomuseo della Valsesia - Grande Sentiero Walser è un polo museale concernente la cultura walser in Valsesia. 
Istituito nel 1999 dalla Regione Piemonte in attuazione della Legge Regionale n. 31 del 14 marzo 1995 riguardante l'istituzione di ecomusei nella regione, era coordinato prima dalla Comunità montana Valsesia e poi dall'unione di comuni Unione Montana dei Comuni della Valsesia, in collaborazione con i comuni e le associazioni del territorio e si propone di valorizzare il territorio tutelandone al contempo la memoria storica. È distribuito in diverse località della valle piemontese, sede di comunità walser che hanno lasciato fra il XIII secolo ed il XIV secolo una traccia indelebile nel territorio attraverso sentieri, terrazzamenti, canalizzazioni, insediamenti abitativi in una forma di cultura legata all'uomo e al territorio in rapporto alla montagna.

## Struttura
Si compone di due entità territoriali:

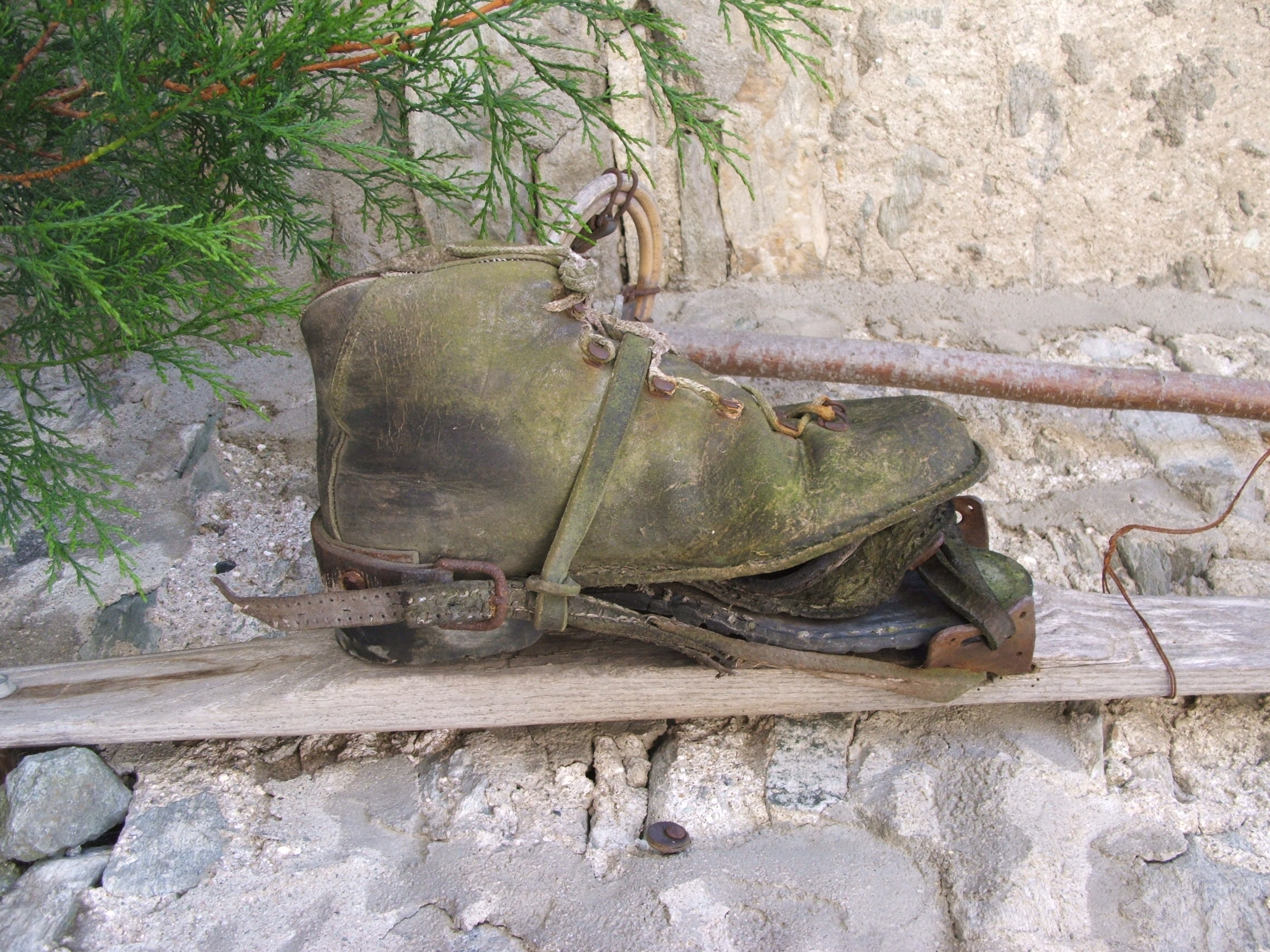
Alagna Valsesia: scarpone da montagna di contadino walser

- L'ecomuseo del territorio e della cultura walser dei territori dell'Alta Valsesia: i comuni di Alagna Valsesia, Riva Valdobbia, Rima e Rimasco (frazioni di Alto Sermenza), Carcoforo, Rimella e parte del territorio del Parco Naturale Alta Valsesia, oltre ai comuni di Campertogno, Mollia e Rassa.
- L'ecomuseo del territorio e della cultura materiale contadina della Bassa Valsesia (territori dei comuni di Breia, Cellio e Valduggia, oltre al territorio del Parco naturale del Monte Fenera e le sue abitazioni con il tetto di paglia, i cosiddetti Taragn)

Ventisei pannelli didattici distribuiti in ciascuno dei siti museali illustrano tre differenti percorsi a tema:
- L'insediamento dei walser, costruttori in legno e pietra
- Una civiltà a cavallo delle Alpi
- Luoghi e saperi: il lavoro passato e futuro

## Ecomuseo della cultura walser
I principali siti museali dell'ecomuseo del territorio e della cultura walser sono così articolati:
| Località          | Struttura                                           | Descrizione |
| ----------------- | --------------------------------------------------- | --- |
| Alagna Valsesia   | Museo Walser                                        | Sorge in frazione Pedemonte ed è ospitato in un edificio walser risalente al XVII secolo. Riproduce gli ambienti tipici della casa, con arredi, oggetti e strumenti originali utili alla vita quotidiana ed alla lavorazione e conservazione degli alimenti, dono di famiglie locali. |
| Alagna Valsesia   | Mulino                                              | Si trova in frazione Uterio e serviva, oltre alla frazione di Uterio, anche quelle di Merletti e Pedemonte; è azionato da macine riprodotte da modelli antichi. |
| Alagna Valsesia   | Forno del pane                                      | Già struttura comunitaria posizionata nella frazione Oubre Rong, è ricoperto da un tetto con lastre di pietra su travature in legno. Ha volta rivestita in pietra. |
| Alagna Valsesia   | Teatro dell'Unione Alagnese                         | Venne edificato a fine XIX secolo per volontà degli alagnesi; ha un proscenio decorato con dipinti di Camillo Verno. Le quinte risalgono al 1888 e sono dovute a Ercole Sormani. È stato restaurato in tempi recenti. |
| Alagna Valsesia   | Segheria di Resiga                                  | Vi sono riprodotti, nell'edificio originario, macchinari funzionanti secondo il modello originale; le ruote sono mosse dall'acqua del torrente Otro, che dà origine all'omonima valle. |
| Alagna Valsesia   | Stabilimenti minerari di Kreas                      | A quota 1.326 m s.l.m. sono visibili i resti dell'antica Fabbrica di San Lorenzo progettata nel XVIII secolo da Nicolis di Robilant, capitano della compagnia di artiglieri-minatori del Regno di Sardegna, adibita allo sfruttamento dei giacimenti di oro, argento e rame. |
| Mollia            | Mulino, fucina e forno per il pane di Piana Fontana | Testimonianza dell'attività metallurgica in Valsesia, è un edificio del XVII secolo; ospita anche la fucina del fabbro e si articola su più piani seguendo il dislivello del terreno e differenziando le attività. |
| Rassa             | Cave di marmo e forni di calce                      | In val Sorba, la cava di marmo del Mazzucco (un tipo di marmo) e i quindici antichi forni della calce costituiscono un vero e proprio polo industriale delle Alpi meridionali. I forni sono costituiti da strutture coniche presumibilmente realizzate a secco ed articolate a gruppi di tre. Nella zona sono visibili anche i resti di sette segherie idrauliche e di una decina di mulini. Nel centro di Rassa è invece presente e in funzione l'antica segheria di Pavaraj alimentata dalle acque del Torrente Sorba. |
| Rima San Giuseppe | Casa e Laboratorio del Marmo Artificiale            | È un antico edificio ristrutturato e dedicato alla lavorazione del marmo artificiale tipica della zona che nell'Ottocento è stata esportata su scala europea. Un'esposizione dedicata alla tradizione storica ed alla memoria delle famiglie di Rima illustra le tecniche di lavorazione che rivivono nel laboratorio di giovani artigiani. |
| Rimella           | Percorso agro-pastorale                             | Il progetto ecomuseale si articola in un doppio percorso segnalato che porta alle antiche frazioni alpestri un tempo cuore del sistema degli insediamenti Walser. Le case in pietra sono state recuperato e trasformate nel XIX secolo dagli abitanti del borgo che ne hanno fatto strutture per la lavorazione del latte. |
| Rimella           | Casa Eredi Vasina                                   | Raccoglie testimonianze dell'architettura, delle arti e dei mestieri, nonché del costume, degli insediamenti walser. |
| Rimella           | Museo G.B Filippa                                   | È intitolato a Giovanni Battista Filippa, soldato che combatté nella guerra napoleonica in Spagna ai primi dell'Ottocento, e che fece dono al paese di antichità e cose rare raccolte negli anni vissuti all'estero. |

## Ecomuseo della cultura contadina
Questi i punti essenziali del percorso ecomuseale dedicato alla cultura contadina della bassa Valsesia:
| Località  | Struttura                                            | Descrizione |
| --------- | ---------------------------------------------------- | --- |
| Valduggia | Percorsi campestri fra le frazioni di Breia e Cellio | La zona è ricca di oratori, mulini e frantoi, osterie e passi intervallivi come la Colma, punto di collegamento con il lago d'Orta. |
| Zuccaro   | Laboratorio Casa Negri                               | Vi si tengono corsi di insegnamento dell'affresco e delle altre tecniche di pittura e disegno a cura dell'Associazione Colli di Seso. Le case del paese sono decorate con esempi di affresco eseguiti durante i corsi. |
| Breia     | Torchio                                              | Un piccolo edificio ospita la struttura e oggetti appartenenti alla cultura materiale contadina. I "Sentieri della Libertà" che fanno parte dell'ecomuseo transfrontaliero "La memoria delle Alpi" danno vita ad una mappa dei luoghi della lotta partigiana al nazifascismo condotta nella bassa Valsesia e nel Verbano Cusio Ossola. |

## Altri luoghi
- Passo del Turlo (m. 2.738): via di comunicazione fra Valsesia e Svizzera attraverso Macugnaga
- Colma della Dorchetta (Backfurku), in località Sant'Antonio di Rimella: via di comunicazione tra Valsesia e Valle Anzasca